# Bäcktistel
Bäcktistel (Cirsium rivulare) är en flerårig ört tillhörande tistelsläktet inom familjen korgblommiga växter. 
Bäcktistel förekommer i centrala och sydöstra Europa. Den kan bli upp till en meter hög och har purpurröda blommor. Blomningstiden är juni till juli. Den växer främst på fuktiga ängar och längs diken och bäckar. I Sverige har den bara påträffats på enstaka platser. Den senaste fynduppgiften är från 1954, och arten är rödlistad som nationellt utdöd i Sverige.